# Paolo Bacigalupi

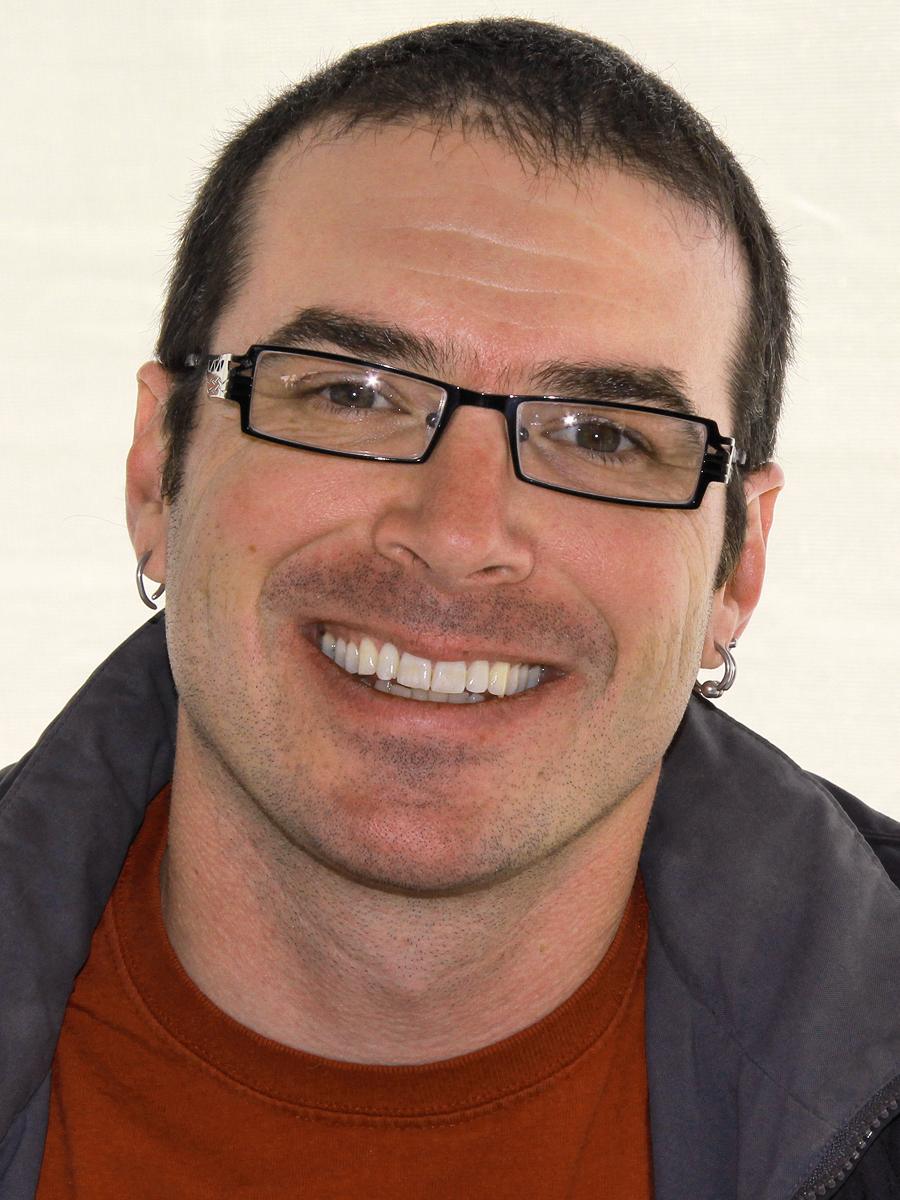
Paolo Bacigalupi (2012)

Paolo Bacigalupi (* 6. August 1972) ist ein US-amerikanischer Science-Fiction-Autor.
Sein Werk Biokrieg handelt in einer düsteren Zukunft, in der Rohstoffknappheit, Hungersnot und Genlaboratorien zum Alltag gehören.
Bacigalupis Werke wurden mehrfach ausgezeichnet. Für seinen ersten Roman Biokrieg (The Windup Girl) erhielt er unter anderem den Hugo Award, den Nebula Award und den Compton Crook Award für den besten Debütroman. Das Time Magazine nahm das Werk in die Liste der zehn besten Bücher des Jahres 2009 auf. Die französische Übersetzung La Fille automate erhielt 2013 den Prix Une autre Terre. Der Roman Schiffsdiebe (Ship Breaker) aus dem Jahr 2010 wurde für den National Book Award nominiert. Die zusammen mit Tobias S. Buckell verfasste Sammlung The Tangled Lands wurde 2019 mit dem World Fantasy Award ausgezeichnet.
Nachdem jüngere Werke Bacigalupis dystopische Umweltveränderungen umfassten, schilderte Bacigalupi 2024 eine emotionale Erschöpfung bei der Auseinandersetzung mit Klimafolgen. 2025 wolle er deshalb seinen ersten Fantasyroman Navola veröffentlichen.

## Auszeichnungen
- 2006 Theodore Sturgeon Memorial Award für The Calorie Man in der Kategorie „Short Science Fiction“
- 2007 Asimov's Readers' Poll für Yellow Card Man als bester Kurzroman
- 2009 Locus Award für Pump Six and Other Stories als beste Sammlung und für die Erzählung Pump Six als bester Kurzroman
- 2010 Compton Crook Award für The Windup Girl als bester Roman

0000 Hugo Award für The Windup Girl als bester Roman
0000 John W. Campbell Memorial Award für The Windup Girl in der Kategorie „Science Fiction Novel“
0000 Locus Award für The Windup Girl in der Kategorie „First Novel“
0000 Nebula Award für The Windup Girl als bester Roman
- 2011 Locus Award für Ship Breaker in der Kategorie „Young Adult Book“
- 2012 Kurd-Laßwitz-Preis für The Windup Girl in der Kategorie „ausländisches Werk“

0000 Premio Ignotus für La chica mecánica in der Kategorie „Mejor novela extranjera“ (bester fremdsprachiger Roman)
0000 Seiun Award für The Windup Girl in der Kategorie „Translated Long Form“
- 2013 Grand Prix de l’Imaginaire für La fille automate (The Windup Girl) in der Kategorie „Roman étranger“

0000 Seiun Award für Pocketful of Dharma in der Kategorie „Translated Short Form“
- 2015 Grand Prix de l'Imaginaire für La fille-flûte et autres fragments de futurs brisés (Pump Six and Other Stories) in der Kategorie „Nouvelle étrangère“

0000 Premio Ignotus für El jugador in der Kategorie „Mejor cuento extranjero“ (beste fremdsprachige Erzählung)
- 2019 World Fantasy Award für The Tangled Lands als beste Sammlung

## Bibliografie
Windup / Biokrieg
- The Calorie Man (in: The Magazine of Fantasy & Science Fiction, October-November 2005)
  - Deutsch: Der Kalorienmann. In: Paolo Bacigalupi: Der Spieler. 2012.
- Yellow Card Man (in: Asimov’s Science Fiction, December 2006)
  - Deutsch: Yellow Cards. In: Paolo Bacigalupi: Der Spieler. 2012.
- The Windup Girl (2009)
  - Deutsch: Biokrieg. Übersetzt von Hannes Riffel und Dorothea Kallfass. Heyne SF & F #52757, 2011, ISBN 978-3-453-52757-7.

Ship Breaker
- 1 Ship Breaker (2010)
  - Deutsch: Schiffsdiebe. Übersetzt von Hannes Riffel. Heyne SF & F #52919, 2012, ISBN 978-3-453-52919-9.
- 2 The Drowned Cities (2012)
  - Deutsch: Versunkene Städte. Übersetzt von Hannes Riffel. Heyne SF & F #53446, 2013, ISBN 978-3-453-53446-9.
- 3 Tool of War (2017)
  - Deutsch: Tool. Übersetzt von Norbert Stöbe. Heyne, 2018, ISBN 978-3-453-31923-3.

Tangled Lands (mit Tobias S. Buckell)
- The Alchemist (2010, in: Tobias S. Buckell und Paolo Bacigalupi: The Alchemist and The Executioness)
- The Alchemist and The Executioness (2010)
- The Children of Khaim (2018, in: Tobias S. Buckell und Paolo Bacigalupi: The Tangled Lands)
- The Tangled Lands (2018)

Romane
- The People of Sand and Slag (Kurzroman in: The Magazine of Fantasy & Science Fiction, February 2004)
- Zombie Baseball Beatdown (2013)
- The Doubt Factory (2014)
- The Water Knife (2015)
  - Deutsch: Water: Der Kampf beginnt. Übersetzt von Wolfgang Müller. Blessing, 2016, ISBN 978-3-89667-530-9.

Sammlungen
- Pump Six and Other Stories (2008)
- Der Spieler. Deutsch von Birgit Herden. Hrsg. von Hannes Riffel & Karlheinz Schlögl. Golkonda, 2012, ISBN 978-3-942396-15-8.

Kurzgeschichten
1999:
- Pocketful of Dharma (in: The Magazine of Fantasy & Science Fiction, February 1999; auch: A Pocket Full of Dharma, 2012)
  - Deutsch: Die Tasche voller Dharma. In: Paolo Bacigalupi: Der Spieler. 2012.

2003:
- The Fluted Girl (in: The Magazine of Fantasy & Science Fiction, June 2003)
  - Deutsch: Das Flötenmädchen. In: Paolo Bacigalupi: Der Spieler. 2012.

2004:
- The Pasho (in: Asimov’s Science Fiction, September 2004)
  - Deutsch: Der Pascho. In: Paolo Bacigalupi: Der Spieler. 2012.

2006:
- Pop Squad (in: The Magazine of Fantasy & Science Fiction, October-November 2006)
- Yellow Card Man (2006)
  - Deutsch: Yellow Cards. In: Paolo Bacigalupi: Der Spieler. 2012.

2007:
- Small Offerings (2007, in: Lou Anders (Hrsg.): Fast Forward 1: Future Fiction from the Cutting Edge)
- Softer (2007, in: John Klima (Hrsg.): Logorrhea: Good Words Make Good Stories)
- The Tamarisk Hunter (in: The Magazine of Fantasy & Science Fiction, May 2007)

2008:
- Pump Six (2008, in: Paolo Bacigalupi: Pump Six and Other Stories)
- The Gambler (2008, in: Lou Anders (Hrsg.): Fast Forward 2)
  - Deutsch: Der Spieler. In: Paolo Bacigalupi: Der Spieler. 2012.

2014:
- Shooting the Apocalypse (2014, in: John Joseph Adams und Hugh Howey (Hrsg.): The End Is Nigh)
- Moriabe’s Children (2014, in: Kelly Link und Gavin J. Grant (Hrsg.): Monstrous Affections: An Anthology of Beastly Tales)

2015:
- A Hot Day’s Night (in: The Magazine of Fantasy & Science Fiction, September-October 2015)

2016:
- City of Ash (2016, in: Jonathan Strahan (Hrsg.): The Best Science Fiction and Fantasy of the Year: Volume Ten)

2017:
- Mika Model (2017, in: Jonathan Strahan (Hrsg.): The Best Science Fiction and Fantasy of the Year: Volume Eleven)
- A Passing Sickness (2017, in: Seat 14C)

2019:
- Fixable (2019, in: Luke Peterson (Hrsg.): Futurescapes: Blue Sky Cities, Volume Two)
- American Gold Mine (in: The Magazine of Fantasy & Science Fiction, September/October 2019)